# Ost-Rock Klassik

Finale mit allen Künstlern, Ost-Rock Klassik 2007

Ost-Rock Klassik ist ein von 2007 bis 2010 bestehendes Ostrock-Musikprojekt, in dem Bands und Musiker aus der Rock- und Popszene der DDR ihre alten und neuen Hits im klassischen Orchesterklang interpretierten.

## Geschichte
2007 gingen die Puhdys, Karat, Silly, Ute Freudenberg, Veronika Fischer, Dirk Michaelis und Werther Lohse mit dem Babelsberger Filmorchester unter der Leitung von Bernd Wefelmeyer ins Tonstudio. Sie produzierten ihr erstes gemeinsames Album, das 17 populäre Titel der beteiligten Interpreten mit klassisch orientierter Orchesterbegleitung enthält. Die CD öffnet mit dem Titel Wer die Rose ehrt von der Gruppe Renft, die jedoch nicht an dem Projekt teilnahm.
Produziert wurde das Album von Rainer Oleak, der schon unter anderem für Frank Schöbel, für Katarina Witts Kürmusik bei den Olympischen Winterspielen 1994, für einige Folgen der Fernsehreihe Tatort und die Störtebeker-Festspiele verantwortlich zeichnete, unter aktiver Mitwirkung von Ed Swillms, Rüdiger Barton und Dieter Birr.
Im Sommer des gleichen Jahres ging Ost-Rock Klassik erstmals auf große Open-Air-Tournee. Auch im Jahr 2008 fand eine Tournee, diesmal in leicht veränderter Besetzung, statt. Konzerte fanden unter anderem in Dresden, Berlin, München, Hannover, Köln, Chemnitz und Magdeburg statt.
Wegen des großen Erfolges in den Vorjahren wurde das Projekt auch 2009 und 2010 fortgesetzt. Dabei nahmen unter anderem auch City, Holger Biege, IC Falkenberg, Rockhaus, Pankow und Renft teil. Im August 2009 erschien ein zweites Album. Die im Jahr 2007 erschienene DVD wurde im Februar 2010 mit dem DVD Gold Award ausgezeichnet.

## Sonstiges
Die ersten beiden Alben sowie die erste DVD zu der Veranstaltungsreihe erschienen unter der Bezeichnung Ostrock in Klassik.
Ost-Rock Klassik ist nicht mit der East Rock Symphony zu verwechseln. Beide sind eigenständige Events mit unterschiedlichen Musikern und Organisatoren.

## Titellisten der Alben
| Ostrock in Klassik Vol. 1 (2007) - Wer die Rose ehrt, Renft (interpretiert von allen Künstlern) - Der blaue Planet, Karat - Lebenszeit, Puhdys - Bataillon d’amour, Silly mit Anna Loos - Sommernachtsball, Veronika Fischer - Daß ich eine Schneeflocke wär, Veronika Fischer - Nach Süden, Lift (interpretiert von Werther Lohse) - Am Abend mancher Tage, Lift (interpretiert von Werther Lohse) - Mont Klamott, Silly mit Anna Loos - Wo bist du, Silly mit Anna Loos - Albatros, Karat - Wie ein Fischlein unterm Eis, Dirk Michaelis - Als ich fortging, Dirk Michaelis - Jugendliebe, Ute Freudenberg - Wie weit ist es bis ans Ende dieser Welt, Ute Freudenberg - Hey, wir woll’n die Eisbärn sehn, Puhdys - Das Buch, Puhdys Ostrock in Klassik Vol. 2 (2009) - Wind trägt alle Worte fort, Lift (interpretiert von allen Künstlern) - Wenn ein Mensch lebt, Puhdys - Über sieben Brücken musst du gehn, Karat - Am Fenster, City - Wasser und Wein, Lift (interpretiert von Werther Lohse) - In jener Nacht, Veronika Fischer & Franz Bartzsch - Der Apfeltraum, Renft (interpretiert von Mike Kilian) - I.L.D., Rockhaus (interpretiert von Mike Kilian) - Käfer auf’m Blatt, Dirk Zöllner - Es gibt für mich kein fremdes Leid, Ute Freudenberg & Wolfgang Ziegler (interpretiert von Ute Freudenberg & Claudius Dreilich) - Eine Nacht, IC Falkenberg - Als ich wie ein Vogel war, Renft (interpretiert von Thomas Schoppe) - Solo Sunny, Günther Fischer (interpretiert von Günther & Laura Fischer) - z. B. Susann (Berlin), City - Alt wie ein Baum, Puhdys - König der Welt, Karat - Outro – Im Morgenrot, Rainer Oleak | Ost-Rock Klassik Gold Edition (2010) - ORK 2010 Ouvertüre, Deutsches Filmorchester Babelsberg - Mich zu lieben, Rockhaus - I:L:D:, Rockhaus - Bleib cool, Rockhaus - Jede Stunde, Karat - Über sieben Brücken mußt du gehn, Karat - Langeweile, Pankow - Inge Pawelczik, Pankow - Wetten du willst, Pankow - Mama, Tino Eisbrenner - Champus-Lied, Angelika Mann - Einmal ich, einmal du, einmal er …, Electra - Nie zuvor, Electra - Mont Klamott, Silly mit Anna Loos - Warum ich, Silly mit Anna Loos - Solo Sunny, Günther Fischer (interpretiert von Günther & Laura Fischer) - Wer die Rose ehrt, Renft - Zwischen Liebe und Zorn, Renft - Gänselieschen, Renft - Intro (Casablanca), City - Amerika, City - Z.B. Susann (Berlin), City - Am Fenster, City - Intro (Zitate Nationalhymnen, Ich will nicht vergessen), Puhdys - Ich will nicht vergessen, Puhdys - Perlenfischer, Puhdys - Geh zu ihr, Puhdys - Abspann-Musik, Wind trägt alle Worte fort - Proben, Soundchecks, Interviews |

## Diskografie

### Alben
- 2007: Ostrock in Klassik (Buschfunk)
- 2009: Ostrock in Klassik Volume 2 (Buschfunk)
- 2010: Ost-Rock Klassik Gold Edition (Polydor/Universal, Doppel-CD mit einem Livemitschnitt des Konzertes in der Berliner Wuhlheide 2010)

### Videoalben
- 2007: Ostrock in Klassik (Buschfunk, Livemitschnitt vom Konzert 2007 in der Berliner Wuhlheide)
- 2010: Ost-Rock Klassik Gold Edition (Universal, Livemitschnitt vom Konzert 2010 in der Berliner Wuhlheide)